# Кондура, Андрей Афанасьевич
 Андрей Афанасьевич Кондура  (? ?) — российский медик.

## Биография
Год рождения и смерти не известен. Уроженец Нежина. Поступив на медицинский факультет Университета Галле в 1789 году, был уже готов к защите диссертации, но после получения указа должен был вернуться на родину. Держал экзамен в Государственной медицинской коллегии.
Жил в Нежине, а с 1802 г. поселился в Полтаве, где был врачом в городской больнице. После открытия в Полтаве, при первом малороссийском генерал-губернаторе кн. Куракине, богоугодного заведения, был назначен врачом. Своё жалованье (200 руб. в год) он отдавал на лечение больных.
В 1806 году подал заявление кн. Куракину о желании своем «вспомоществовать страждущему человечеству» и просил принять от него 1500 рублей для бедных. Кн. Куракин донес об этом министру внутренних дел и ходатайствовал о его награждении. Он был награждён бриллиантовым перстнем, а ранее, за передачу своего жалованья в пользу больных был награждён чином.
Опубликовал на латинском языке работу «О свойствах наркотических средств» (Галле, 1798).